# Preuvenemint

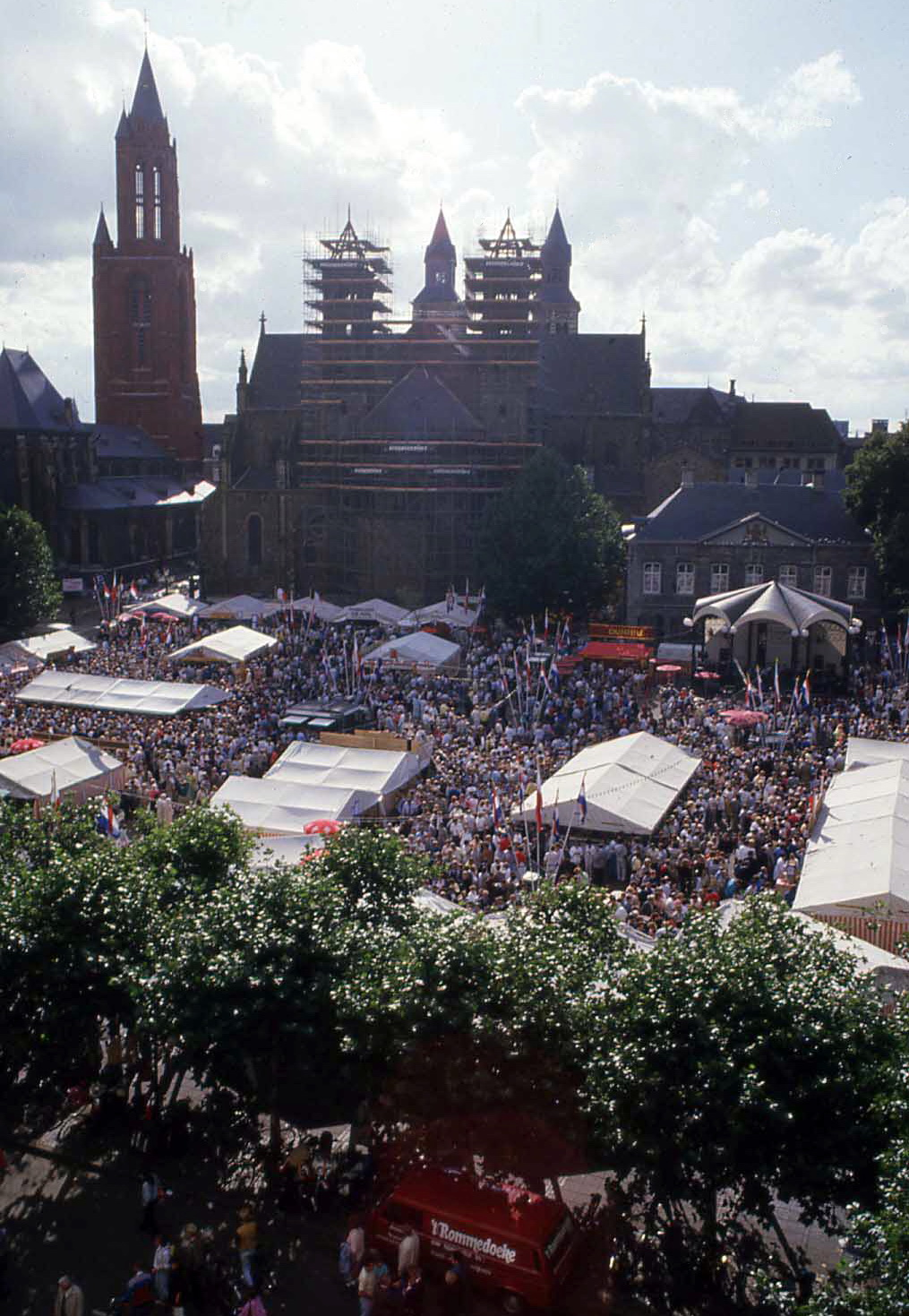
Overzicht van het Vrijthof tijdens het 2e Preuvenemint met op de achtergrond de Sint-Jans- en Sint-Servaastorens (1983)

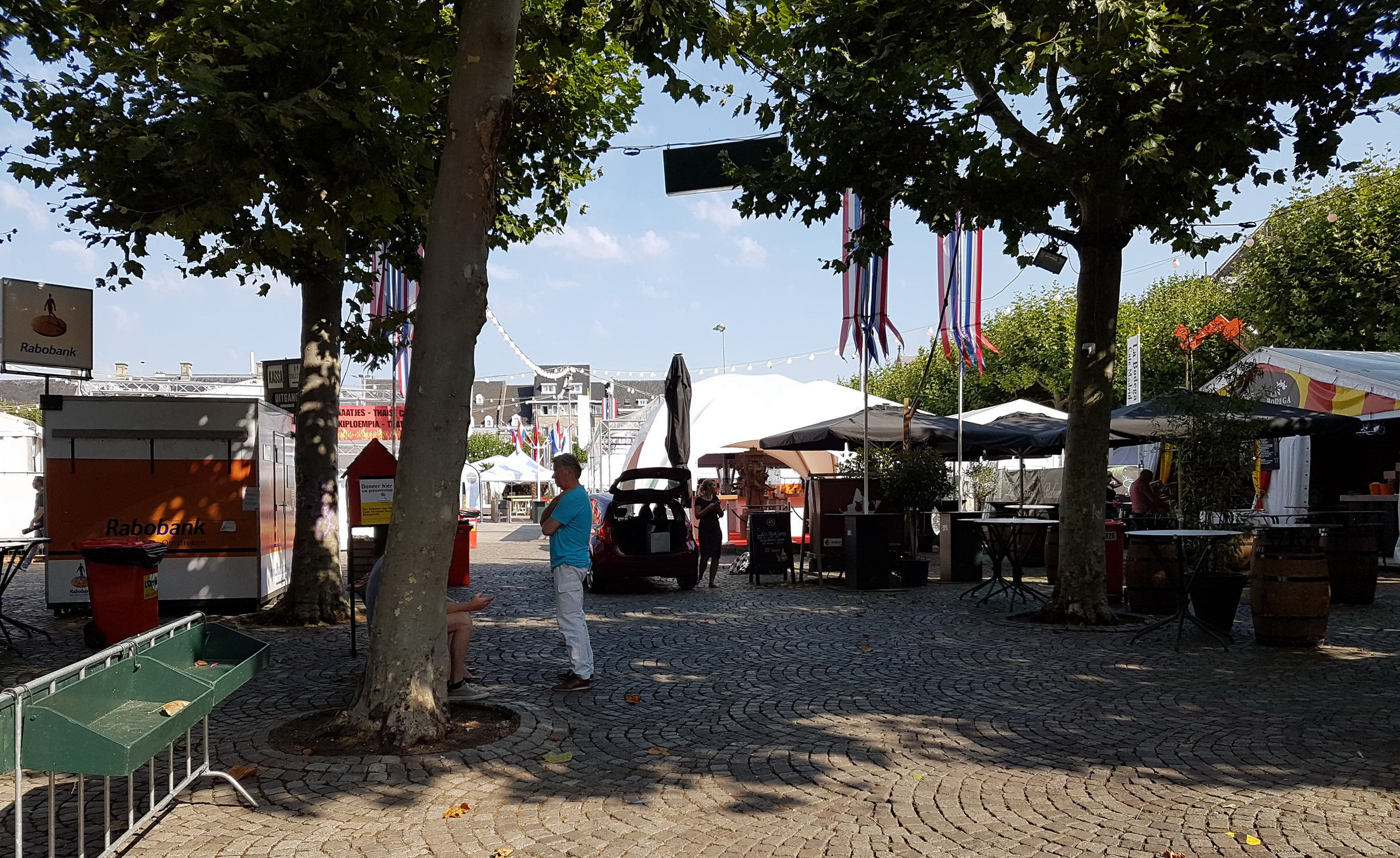
Het Vrijthof voor de opening van het Preuvenemint in 2016

Het Preuvenemint is het grootste foodfestival van Nederland. Het eetfestijn, dat sinds 1982 ieder jaar in de laatste week van augustus wordt georganiseerd op het Vrijthof in Maastricht, trekt jaarlijks meer dan 100.000 bezoekers. De naam "Preuvenemint" is een samentrekking van de Maastrichtse woorden preuve (proeven) en evenemint (evenement). Een (half) vernederlandste vorm van het woord, "preuvenement" of "proevenement", wordt gebruikt voor vergelijkbare culinaire evenementen elders in Nederland (o.a. in Rotterdam, Steenwijk en Assen).

## Geschiedenis
Het Preuvenemint begon in 1982 als een vervolg op een in 1981 op het Vrijthof georganiseerde grootschalige schuttersmaaltijd, waarbij honderden deelnemers aan lange tafels aanschoven, gadegeslagen door duizenden nieuwsgierigen. De maaltijd had tot doel om fondsen te werven voor uniformen voor de kort daarvoor heropgerichte DD Stadsschutterij Maastricht. Al eerder hadden er op het Vrijthof openbare eetfestijnen plaatsgevonden om geld in te zamelen voor goede doelen, onder andere in 1941 voor de Winterhulp.
Aangezien de schuttersmaaltijd een groot succes was, besloot het organiserende Struyskommitee (genoemd naar het aan het Vrijthof gelegen café 'In den Ouden Vogelstruys') er een jaarlijks terugkerende traditie van te maken. Initiatiefnemers waren Bèr Schiffeleers (uitbater van de Vogelstruys) en Willie Massot. Om meer publiek te trekken werd gekozen voor een andere vorm, een soort lopend buffet, waarbij lokale restaurateurs een eigen stand kregen om maaltijden en hapjes te serveren. De nettowinst van dit eerste Preuvenemint was bestemd voor de restauraties van de twee aan het Vrijthof grenzende kerken, waarbij de Sint-Servaaskerk ƒ 100.000,= ontving en de Sint-Janskerk ƒ 10.000,=. In de daaropvolgende edities werd telkens een onderdeel van de restauratie van de Sint-Servaas ondersteund, in 1983 het gieten van een nieuwe klok Grameer, in 1984 de restauratie van het hoofdorgel, in 1985 en 1987 bronzen deuren in het Bergportaal en aan de Vrijthofzijde, in 1986 het conserveren van de archeologische opgravingen in de kerk, en in 1990 nieuwe gebrandschilderde ramen van Albert Troost. Vanaf 1991 werd de winst over meerdere goede doelen verdeeld, in totaal ruim € 4,5 miljoen (stand t/m 2017).
In 2020 en 2021 kon het festival niet doorgaan vanwege de coronapandemie die in 2020 uitbrak.

## Organisatie
Ongeveer 40 à 50 restaurants, cateraars en derden bieden tijdens het Preuvenemint de mogelijkheid tot het preuven (proeven) van verschillende gerechten. Het gaat hierbij om alledaagse eetwaren als stokbrood en saté, maar ook ganzenlever, tarbot, kreeft en andere bijzondere lekkernijen. Tussen de stands van de restaurateurs staan enkele 'biertenten' waar men champagne, wijn, bier of andere dranken kan bestellen. Deze tenten worden veelal gerund door leden van Maastrichtse verenigingen. Tijdens het Preuvenemint vinden er optredens van artiesten plaats op het Vrijthof.
Op het Preuvenemint wordt niet betaald met geld maar met Preuvenelappen en sinds 2017 met de PreuveneCard. Jaarlijks wordt een ontwerpwedstrijd georganiseerd voor studenten grafische vormgeving van de Academie Beeldende Kunsten Maastricht, waarna het winnende ontwerp op de Preuvenelappen en de PreuveneCard van dat jaar komt te staan. Na afloop van het festival kan het overgebleven saldo op de PreuveneCard worden gerestitueerd. Een gedeelte van de opbrengst is bestemd voor een aantal goede doelen, die vooraf worden geselecteerd.

## Antwerpse editie
Onder peterschap van het Preuvenemint en zijn Struyskommitee vond tijdens het weekend van 17-19 augustus 2007 de eerste editie van Antwerpen Proeft plaats, het Antwerpse Preuvenemint. Het festival was een succes en wordt sindsdien jaarlijks gehouden.